# Пшевлока (Поморське воєводство)
Пшевлока (пол. Przewłoka, нім. Strickershagen) — село в Польщі, у гміні Устка Слупського повіту Поморського воєводства.
Населення — 811 осіб (2011).
У 1975-1998 роках село належало до Слупського воєводства.

## Демографія
Демографічна структура станом на 31 березня 2011 року:
|          | Загалом | Допрацездатний вік | Працездатний вік | Постпрацездатний вік |
| -------- | ------- | ------------------ | ---------------- | -------------------- |
| Чоловіки | 407     | 96                 | 283              | 28                   |
| Жінки    | 404     | 82                 | 266              | 56                   |
| Разом    | 811     | 178                | 549              | 84                   |